# Ana Titlić
Ana Titlić (* 13. Juni 1952 in Gornja Vrba, FVR Jugoslawien) ist eine ehemalige kroatische Handballspielerin, die dem Kader der jugoslawischen Nationalmannschaft angehörte.

## Karriere
Titlić spielte anfangs in Slavonski Brod beim ortsansässigen Verein Slavonija Di. Zwischen 1972 und 1984 lief die Torhüterin für ŽRK Lokomotiva Zagreb auf. Im Jahr 1974 gewann sie mit Lokomotiva die jugoslawische Meisterschaft, obwohl der Kader lediglich sieben Spielerinnen umfasste. Weiterhin stand sie mit ihrem Verein in der Saison 1974/75 im Finale des Europapokals der Landesmeister sowie in der Saison 1979/80 im Finale des Europapokal der Pokalsieger.
Titlić bestritt 126 Länderspiele für die jugoslawische Nationalmannschaft. Mit der jugoslawischen Auswahl gewann sie bei der Weltmeisterschaft 1973 in Jugoslawien die Goldmedaille, bei den Mittelmeerspielen 1979 in Jugoslawien die Goldmedaille und bei den Olympischen Spielen 1980 in Moskau die Silbermedaille.